# Локет (замок)

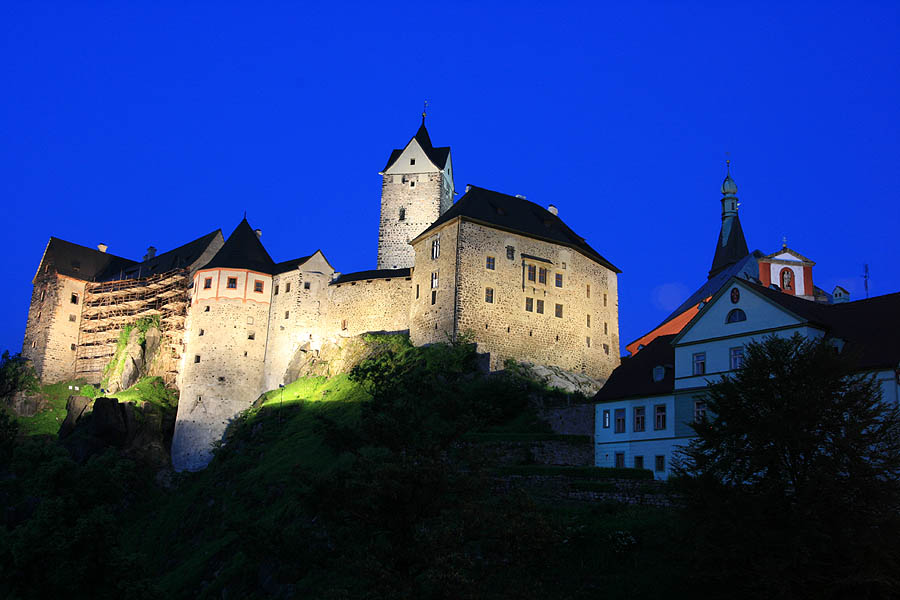
Нічний освітленний замок

Локет — кам'яний замок в Чехії, приблизно за 120 км на захід від Праги, біля міста Карлові Вари. Свою назву отримав від слова « лікоть». Саме форму зігнутої руки нагадує вигин річки Огрже, на березі якої стоїть Локет. За однією з версій, замок зведений як прикордонна фортеця.

## Історія замку
У письмових джерелах замок вперше згадується в 1234 році. Питання хто з правителів Чехії заснував фортецю, досі залишається дискусійним. Серед можливих засновників називають князя Владислава II, короля Пржемисла I Отакара і короля Вацлава I.
У середні століття Локет набуває важливе стратегічне значення як неприступна фортеця на кордоні з німецькими землями, однак після обрання Карла IV імператором Священної Римської імперії, Локет втрачає роль прикордонної застави. У той же час його значення не падає, він зберігає за собою статус резиденції чеських королів. При сині Карла IV, Вацлаві IV, Локет розширюється і стає ще важливішою фортецею. У XV столітті імператор Сигізмунд передає Локет дворянського роду Шлік. Замок поступово занепадає. В 1822 р. тут зробили в'язницю, що діяла до 1949 р. З 1968 р. є національною пам'яткою і відкритий для відвідування як музей .

## Цікаві факти
Міський центр і замок використовувалися для зйомок фільму Казино «Рояль».